# 430-439
De jaren 430-439 (van de christelijke jaartelling) zijn een decennium in de 5e eeuw.

## Belangrijke gebeurtenissen

### Romeinse Rijk
- 430 : Vandaalse verovering van Romeins Afrika: Vandalen veroveren Mauretanië en vallende regio Numidië.
- 430 : Aetius maakt een einde aan de Gotische opstand van Anaolsus niet ver van Arles, Anaolsus wordt gevangengenomen.
- 430 : Aëtius veldtocht in de Alpen: Aëtius verslaat de Juthungen in Raetia (Zwitserland).
- 430 : Flavius Felix wordt vermoord in Ravenna door een complot van Aëtius soldaten.
- 431 : Aëtius veldtocht in de Alpen: Flavius Aëtius zet zijn veldtocht voort in de Alpen en onderdruk de opstand van de bevolking in Noricum (Oostenrijk).
- 432 : Romeinse burgeroorlog tussen Bonifatius en Flavius Aëtius eindigt in het voordeel van Aëtius.
- 435 : Romeinen sluiten een vredesverdrag met de Vandalen die leidt tot de oprichting van het Vandalenrijk.
- 436 : Bourgondische opstand van Gundohar breekt uit. Magister militum Flavius Aëtius, met steun van de Hunnen, vernietigt het Bourgondische rijk.
- 436 : Koning Theodorik I valt Zuid-Frankrijk binnen, dit is het begin van de Gotische oorlog (436-439).
- 436 : De Romeinse generaal Litorius beëindigt de opstand van Bagauden.
- 437 : Litorius verslaat de Goten in een veldslag bij de stad Narbonne. Theodorik I geeft zich over.
- 437 : 29 oktober - Valentinianus III, keizer van het West-Romeinse Rijk trouwt met Eudoxia, dochter van zijn oom Theodosius II van Byzantium. Hiermee worden beide takken van het keizerlijk huis verenigd.
- 438 : De Visigoten leiden een nederlaag tegen Aëtius in de Slag bij Mons Colubrarius.
- 439 : Vandaalse oorlog (439-442): Vandalen zeggen het verdrag met de Romeinen op en een nieuwe oorlog breekt uit met het Romeinse rijk.

### Europa
- De Merovingen vestigen zich in Doornik vanaf 431 dankzij een foedus tussen Chlodio en de Romeinen.

### Afrika
- 439 : 19 oktober - De Vandalen veroveren Carthago.

### Christendom
- 430 : Beleg van Hippo Regius. Kerkvader Augustinus van Hippo komt om het leven.
- 431 : Het derde Oecumenisch Concilie vindt plaats in Efeze. De theologie van Nestorius wordt tot dwaalleer verklaard. Dit is een grote overwinning voor Patriarch Cyrillus van Alexandrië. Nestorius wordt afgezet als patriarch van Constantinopel. Na 431 scheidt de Nestoriaanse Kerk zich af. Nestorius wordt in 435 per keizerlijk decreet verbannen naar een klooster in een van de Westelijke Oases van Egypte.
- 431 : Op het concilie wordt ook beslist dat de Kerk van Cyprus niet langer ressorteert onder het Patriarchaat van Antiochië maar autocefaal wordt onder leiding van een aartsbisschop.

## Heersers

### Europa
- Bourgondiërs: Gundohar (407-436)
- Salische Franken: Chlodio (ca. 426-448)
- Hunnen: Rua (432-434), Attila (434-453), Bleda (434-445)
- West-Romeinse Rijk: Valentinianus III (425-455)
- Oost-Romeinse Rijk: Theodosius II (408-450)
- Sueben: Hermeric (409-438), Rechila (438-448)
- Vandalen: Gunderik (406-428), Geiserik (428-477)
- Visigoten: Theoderik I (418-451)

### Azië
- China
  - Liu Song: Liu Yilong (424-453)
  - Noordelijke Wei: Beiwei Taiwudi (424-452)
- India (Gupta's): Kumaragupta I (415-455)
- Japan (traditionele data): Ingyo (411-453)
- Korea
  - Koguryo: Jangsu (413-491)
  - Paekche: Biyu (427-455)
  - Silla: Nulji (417-458)
- Perzië (Sassaniden): Varahran V (420-439), Yazdagird II (439-457)

### Religie
- paus: Celestinus I (422-432), Sixtus III (432-440)
- patriarch van Alexandrië: Cyrillus (412-444)
- patriarch van Antiochië: Johannes I (428-442)
- patriarch van Constantinopel: Nestorius (428-431), Maximianus (431-434), Proclus (434-446)

<< · 430 · 431 · 432 · 433 · 434 · 435 · 436 · 437 · 438 · 439 · >>
<< · 400-409 · 410-419 · 420-429 · 430-439 · 440-449 · 450-459 · 460-469 · 470-479 · 480-489 · 490-499 · >>